# Wędrogów
Wędrogów [pronunciación en polaco: /vɛnˈdrɔɡuf/] es un pueblo ubicado en el distrito administrativo de Gmina Kowiesy, dentro del condado de Skierniewice, Voivodato de Łódź, en el centro de Polonia . Se encuentra aproximadamente a 1 kilómetros al oeste de Kowiesy, a 21 kilómetros al este de Skierniewice, y a 67 kilómetros al este de la capital regional Łódź.
El pueblo tiene una población aproximada de 140 habitantes.